# Eric Darnell
Eric Darnell (Prairie Village, 1960) is een Amerikaans filmregisseur, scenarioschrijver, stemacteur, animator en storyboard artist.
Darnell werd geboren in Prairie Village, in de staat Kansas. Hij studeerde journalistiek aan de Universiteit van Colorado te Boulder en volgde daarna een studie aan de California Institute of the Arts. Darnell regisseerde in die tijd de videoclip "Get up" van de Amerikaanse rockband R.E.M.. Na het afstuderen in 1991 begon hij zijn carrière als animator bij het computeranimatie bedrijf Pacific Data Images dat in 1996 werd overgenomen door DreamWorks Animation. Zijn eerste werk daar was de korte film The Last Halloween. Darnell eerste grote werk was het regisseren van de animatiefilm Antz. Ook regisseerde hij samen met Tom McGrath de film Madagascar en de vervolgen. Darnell woont met zijn vrouw, zoon en dochter in Campbell (Californië).

## Filmografie
Films
| Jaar | Titel                              | Rollen                                               | Opmerkingen                   |
| ---- | ---------------------------------- | ---------------------------------------------------- | ----------------------------- |
| 1998 | Antz                               | additionele stemmen                                  | regisseur                     |
| 2001 | Shrek                              |                                                      | storyboard artist             |
| 2005 | Madagascar                         | Dierentuin omroeper, Lemur, Fretkat                  | regisseur, scenarioschrijver  |
| 2008 | Madagascar: Escape 2 Africa        | Joe de medicijnman, Stroper                          | regisseur, scenarioschrijver  |
| 2012 | Madagascar 3: Europe's Most Wanted | Commandant, Dierentuin official, Dierentuin omroeper | regisseur, scenarioschrijver  |
| 2014 | The Penguins of Madagascar         |                                                      | regisseur, executive producer |
| 2016 | Agents Specials: Almost for Europe |                                                      | regisseur, executive producer |

Korte films
| Jaar | Titel              | Rollen | Opmerkingen         |
| ---- | ------------------ | ------ | ------------------- |
| 1991 | The Last Halloween |        | animator            |
| 1992 | Gas Planet         |        | regisseur, animator |
| 2009 | Merry Madagascar   |        | scenarioschrijver   |